# Бринк, Юлиус
Юлиус Бринк (нем. Julius Brink; родился 6 июля 1982 года в Мюнстере) ― германский игрок в пляжный волейбол, выигравший золотую медаль в командных соревнованиях Европейского турнира 2006 года в Гааге, Нидерланды по мужскому пляжному волейболу. Эту победу он одержал совместно с партнером Кристофом Дикманом. Также Бринк принимал участие в Олимпийских Играх 2008 года.
В 2009 году он и его нынешний партнер Йонас Рекерман выиграли четыре соревнования ФИВБ, в том числе и Чемпионат мира, проходивший с 26 июня по 5 июля в Ставангере, Норвегия, обыграв команду Харлей/Алисон в финале и бывших чемпионов мира и золотых призёров летних Олимпийских игр 2008 Роджерса/Даллхауссера в полуфинале. Они были первой немецкой и европейской командой, которой удалось выиграть чемпионат мира.  
9 августа 2012, Бринк  и его товарищ по команде Йонас Рекерман завоевали золотую медаль на Олимпийских играх 2012 года. Благодаря этой победе Германия стала первой европейской страной, победившей в соревнованиях по пляжному волейболу на Олимпийских играх.